# Bâtiment Juste Lipse
Le bâtiment Juste Lipse,, ou bâtiment Justus Lipsius, nommé ainsi en l’honneur de Juste Lipse, un philologue brabançon du XVIe siècle, était le siège principal du Conseil de l'Union européenne à Bruxelles de 1995 à fin 2016. En 2016, le bâtiment Europa a été mis en service : c'est dans ce nouveau complexe qu'ont lieu les réunions du Conseil de l'Union européenne.
Le complexe est formé de plusieurs bâtiments de six à huit niveaux, disposés autour de différents patios arborés. Sa superficie totale couvre 215 000 m2 répartis en trois parties distinctes mais étroitement liées : le centre de conférences, le secrétariat et l'infrastructure. L'accès principal rue de la Loi, s'ouvre sur une large cour d'honneur ouverte au public.

## Histoire
Le bâtiment du Conseil a été construit sur un site jadis traversé par la rue Juste Lipse (en néerlandais : Justus Lipsius) qui reliait la rue de la Loi à la rue Belliard.
En 1985, le Conseil, en réponse à une initiative du gouvernement belge, a pris la décision de faire construire un nouvel immeuble mieux adapté à ses besoins et d’en confier la maîtrise d’ouvrage à la Régie des bâtiments de l'État belge. 
La première pierre du nouveau bâtiment est posée le 2 octobre 1989 par Francisco Fernandez Ordonez, Président du Conseil, Ministre espagnol des Affaires Étrangères sur un terrain offert par l'État hôte.
Le bâtiment a été inauguré le 29 mai 1995 lors de la première session du Conseil, tenue sous la présidence de Hervé de Charette, Ministre français des Affaires Étrangères.
La conception du bâtiment a été effectuée par une association internationale d'une vingtaine d'architectes sous le pilotage du Bureau d'architectes CDG de Bruxelles.
Entre le 1er mai 2004 et fin 2016, tous les Conseils européens ont également eu lieu au Juste Lipse.

## Compléments